# Schizophthirus dryomydis
Schizophthirus dryomydis är en insektsart som beskrevs av Blagoveshtchensky 1965. Schizophthirus dryomydis ingår i släktet Schizophthirus och familjen gnagarlöss. Inga underarter finns listade i Catalogue of Life.